# Colin Richardson
Colin Richardson é um produtor musical britânico. Considerado um guru, ele trabalhou em mais de 80 álbuns e é mais associado aos seus trabalhos de heavy metal, e já trabalhou com bandas como:
- 3 Inches of Blood
- Anathema
- Anonymus
- As I Lay Dying[2]
- Behemoth[3]
- Bolt Thrower
- Bullet for My Valentine[4]
- Cannibal Corpse
- Carcass
- The Chameleons
- Chimaira
- Cradle of Filth
- Crash
- Crash
- CRUSHER france
- DÅÅTH
- Dearly Beheaded
- DevilDriver
- Disincarnate
- Eluveitie[3]
- Fear Factory[5]
- Fightstar
- Five Pointe O[5]
- Funeral for a Friend
- GBH
- God Forbid
- Gorefest
- Gorguts
- Hamlet
- InMe
- Kreator[3]
- Liberty 37
- Machine Head[4]
- Massacre
- Mass Hysteria
- Mercyless
- Membranes
- Murderdolls
- Napalm Death[5]
- One Minute Silence
- Overkill
- Rise to Remain
- Roadrunner United
- Rodrigo y Gabriela
- Sanctity
- Sepultura[6]
- SikTh
- Sinister
- Slipknot[4]
- S.O.B.
- SugarComa[7]
- Sydonia
- The Exploited
- Those Damn Crows
- Tarja Turunen[4]
- Trivium[6]
- Uncle Meat[4]
- Wednesday 13
- While She Sleeps